# Sergio Vetrella
Sergio Vetrella (Napoli, 6 settembre 1947) è un politico italiano.

## Biografia
Consegue la maturità classica presso il liceo Jacopo Sannazaro di Napoli. Successivamente si laurea in ingegneria aeronautica nel novembre 1972 con 110 e lode, presso la facoltà di ingegneria dell'Università degli Studi di Napoli Federico II. 
Dal 2001 al 2007 è stato Presidente dell'Agenzia Spaziale Italiana nonché del Centro Italiano Ricerche Aerospaziali. 
Alle elezioni politiche del 2008 è candidato al Senato della Repubblica nella Circoscrizione Campania, nelle liste del Popolo della Libertà (in nona posizione), venendo eletto senatore.
Nell XVI legislatura è stato membro della 10ª Commissione Industria, commercio e turismo, membro della XIV Commissione Politiche dell'Unione Europea e membro della Commissione straordinaria per la tutela e la promozione dei diritti umani.
Il 13 luglio 2010 si dimette dalla carica di senatore, in quanto nominato Assessore ai Trasporti con la delega alle Attività Produttive della Regione Campania (la delega alle Attività Produttive la mantiene fino al 20 ottobre 2012, quando il Presidente della Regione Stefano Caldoro la conferisce al neo-consigliere delegato Fulvio Martusciello. Il suo seggio vacante al Senato verrà preso da Franco Cardiello).
Nel 2011 approva assieme al capo dell’azienda dei trasporti della regione, l'Ente Autonomo Volturno, Nello Polese e al governatore Caldoro una manovra che sopprime circa 40.000 corse tra treni e bus, riduce gli orari di esercizio da 5 del mattino/22 di sera a 7 del mattino/21 di sera, e aumenta il costo dei biglietti, in particolare nel tragitto dalla costiera sorrentina a Napoli, il tutto per colmare un debito di 500 milioni di euro, che, secondo Caldoro, Vetrella e tutta la giunta regionale, era stato causato dalla giunta precedente di Antonio Bassolino.